# Holomitrium lutescens
Holomitrium lutescens är en bladmossart som beskrevs av C. Müller 1879. Holomitrium lutescens ingår i släktet Holomitrium och familjen Dicranaceae. Inga underarter finns listade i Catalogue of Life.